# Versailles 1685

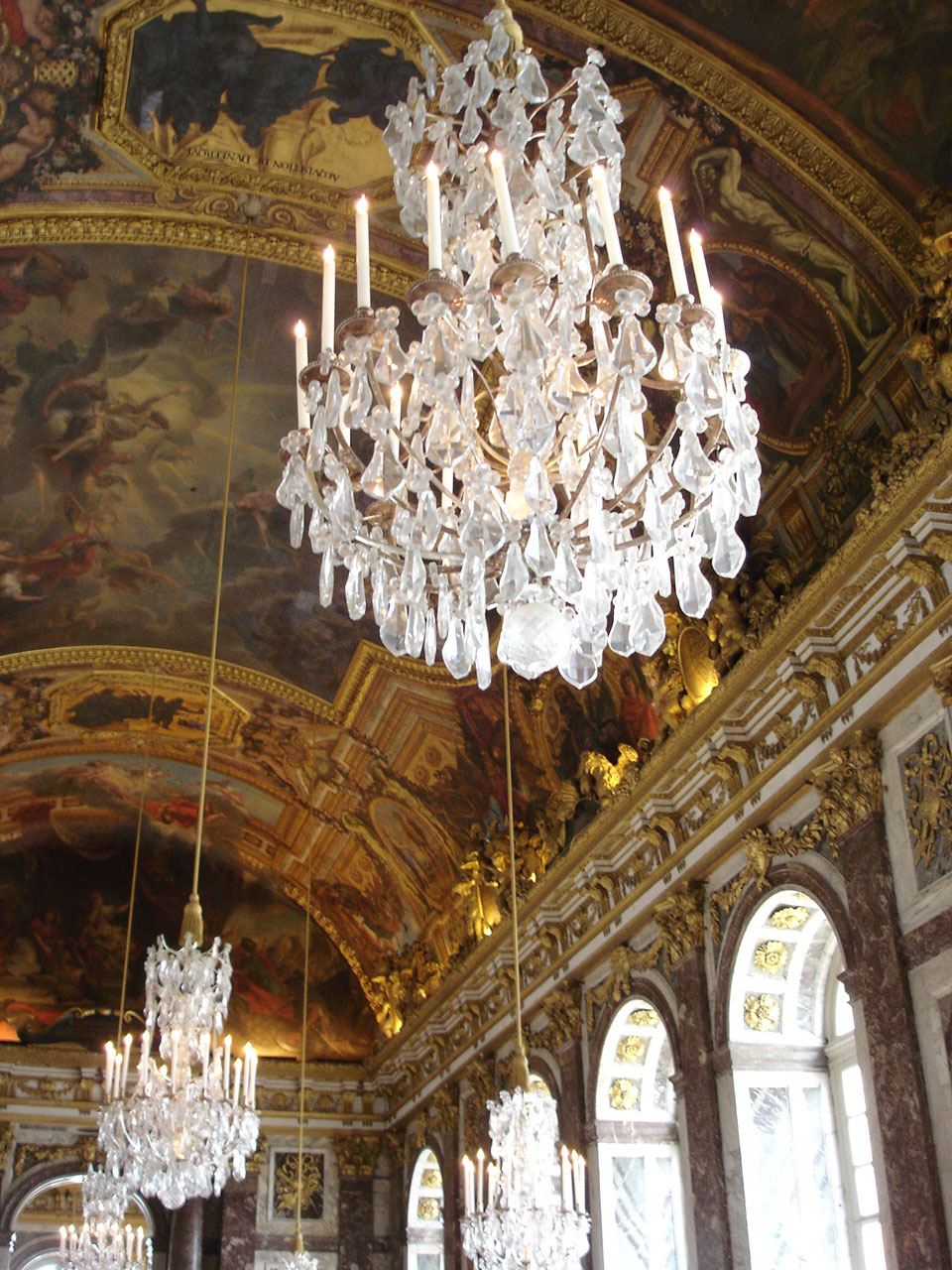
As decorações da Galeria dos Espelhos dão pistas valiosas a Lalande.

Versailles 1685 é um jogo de aventura lançado pela Cryo Interactive em 30 de junho de 1997. O jogo é direcionado para crianças de 9 a 13 anos e conta um pouco da história francesa.

## Jogo
A trama acontece no Palácio de Versalhes no ano de 1685 no reinado de Luís XIV de França.
A perspectiva do jogo é a de interagir com a personagem Lalande, uma lavadeira, que tem de descobrir quem está por trás de uma série de notas ameaçadoras encontrados ao redor do palácio.

## Trilha sonora
A trilha sonora é composta de 40 minutos de música barroca francesa da época em que se passa o enredo do jogo.